# Wahlamia incognita
Wahlamia incognita là một loài tò vò trong họ Ichneumonidae.